# Haut-Rhin
Haut-Rhin este un departament din estul Franței, situat în Alsacia, în regiunea Grand Est. Este unul dintre cele 83 departamente ale Franței create în urma revoluției în 1790. Este numit după râul Rin ce formează granița cu Germania, iar deoarece este situat pe cursul superior al Rinului de pe teritoriul Francez are denumirea "Haut" - "de Sus".

## Istoric
Departamentul este creat pe data de 4 martie 1790 din jumătatea sudică a provinciei Alsacia. În 1798, îi este atașat orașul Mulhouse, anterior Oraș Liber al Sfântului Imperiu Roman. În 1800 în urma reorganizării administrative, departamentul Mont-Terrible este atașat departamentului Haut-Rhin, iar acesta este organizat în 5 arondismente: Colmar, Altkirch, Belfort, Delémont și Porrentruy. În 1814 pierde, în defavoare Elveției teritoriile fostului departament Mont-Terrible, cu excepția regiunii orașului Montbéliard, care este însă transferat departamentului Doubs în 1816.
În urma războiului franco-prusac din 1870 mare parte din teritoriul său a fost alipit Imperiului German în cadrul teritoriului Imperial Alsacia-Lorena. În această perioadă, regiunea este orgnizată sub forma unui bezirk numit Oberelsaß. Porțiunea rămasă în Franța reprezenta la momentul respectiv arondismentul Belfort iar actualmente formează departamentul Territoire de Belfort. După Primul Război Mondial teritoriul revine Franței dar este alipit din nou Germaniei în timpul celui de-al Doilea Război Mondial. 

## Localități selectate

### Prefectură
- Colmar

### Sub-prefecturi
- Altkirch
- Guebwiller
- Mulhouse
- Ribeauvillé
- Thann

### Alte orașe
- Saint-Louis
- Turckheim

### Alte localități
- Bendorf
- Soultzmatt

## Diviziuni administrative
- 4 arondismente;
- 31 cantoane;
- 377 comune;